# トラビス・ハフナー
トラビス・リー・ハフナー（Travis Lee Hafner, 1977年6月3日 - ）は、アメリカ合衆国ノースダコタ州出身の元プロ野球選手（内野手）。右投左打。
ニックネームはPronk（プロンク）。

## 経歴

### レンジャーズ時代
1996年、MLBドラフト31巡目（全体923位）でテキサス・レンジャーズから指名を受け入団。
2002年はマイナーリーグのAAA級オクラホマ・レッドホークスで110試合に出場、打率.342、21本塁打、77打点と好成績を残した。8月にMLBデビューを果たし、22試合に出場、打率.242、1本塁打、6打点を記録した。同年秋にはNPBの中日ドラゴンズ（セントラル・リーグ）が強打の新外国人候補として、フリオ・ズレータ、シャーマン・オバンドー、ベニー・アグバヤニとともにハフナーをリストアップしていたが、最終的には獲得を断念した。

### インディアンス時代
2002年12月6日にトレードでクリーブランド・インディアンスへ移籍した。
2003年は91試合に出場し、打率.254、14本塁打、40打点を記録。8月14日サイクル安打を達成した。
2004年は主に指名打者として出場。チーム1位（本塁打はケイシー・ブレイクとタイ）となる打率.311、28本塁打、109打点を記録し、17死球はリーグ最多だった。MVPの投票では24位に入り、球団はハフナーと2005年から3年総額700万ドル（4年目はオプション）で契約延長した。
2005年は6月に打率.345、8本塁打、29打点の成績で月間MVPを初受賞。7月は6月を上回る打率・出塁率・長打率を記録していたが、16日のホワイトソックス戦で初回にマーク・バーリーから顔面に直撃する死球で翌17日から15日間の故障者リスト入り。8月4日のヤンキース戦で復帰し、9月18日から23日にかけて球団史上ジム・トーミに次ぐ歴代2位の6試合連続本塁打を記録。同年、打率.305、33本塁打、108打点を記録し、MVPの投票で5位に入った。
2006年は30試合以上を怪我のために欠場しながらもリーグ1位のOPS1.097、リーグ3位の42本塁打、リーグ6位の117打点という成績を挙げた。指名打者として39本塁打、110打点を記録し、1982年アンドレ・ソーントンのDHとしての球団記録32本塁打、109打点を更新。また、1987年のドン・マッティングリーと並ぶ1シーズン満塁本塁打6本のメジャータイ記録を記録した。オールスター前だけで史上初の5本を記録し、8月13日に6本目を打った時点でまだ40試合以上を残していたが、9月1日にC・J・ウィルソンから死球を右手に受けてその後は欠場。タイ記録のままで終わった。
2007年は打点こそ4年連続で100打点をクリアしたものの、打率、本塁打共に前年を下回った。2005年に結んだ契約の2008年のオプションを行使し、2009年から4年総額5,700万ドル（5年目の2013年はオプション）で契約延長した。
2008年は2007年を下回る成績に終わった。出場試合としては、5月25日までの50試合中46試合に出場したが、打率.217・4本塁打・22打点に止まり、その後戦線離脱。9月9日のオリオールズ戦で復帰したが、その後も11試合で打率.122と戦線離脱以前よりも低い打率に終わった。シーズン通じても打率.197・5本塁打・24打点という成績だった。
2009年は94試合に出場し、16本塁打を放つなど、前年と比べると数字は上昇した。
2012年オフにFAとなった。

### ヤンキース時代
2013年1月31日にニューヨーク・ヤンキースと契約を結んだ。4月8日の古巣・インディアンスとの初めての対戦では3点本塁打を放つなど、3打数2安打4打点とチームの勝利に貢献した。4月終了時点では打率.318と好調であったが、その後は月間打率が.200以下ばかりと不調にあえぎ、また肩の故障もあり、82試合の出場にとどまった。オフの10月31日にFAとなった。

### ヤンキース退団後
2014年1月にノートルダム大学野球部のコーチに就任。

## 選手としての特徴
ポジションは一塁も守れるが、ほとんどの出場が指名打者である。
長打力はメジャーでもトップクラス。2006年から2年連続で100四球以上を記録しており、通算出塁率も4割近い。研究熱心で、指名打者という立場を利用し他の選手が守備についている間、ビデオで投手を研究するなど打撃練習に励み、汗だくで自分の打席に立つこともある。
ニックネームのPronk（プロンク）とは「ロバのように鈍重なヤツ」という意味の造語であり、その名の通り、鈍足でベースランニングも下手なうえ、守備もかなりお粗末である。しかしながら本人はこのニックネームを気に入っており、2006年には地元でPronk Barという名のチョコレートバーも売り出され、人気を集めている。

## 詳細情報

### 年度別打撃成績
| 年 度      | 球 団      | 試 合 | 打 席 | 打 数 | 得 点 | 安 打 | 二 塁 打 | 三 塁 打 | 本 塁 打 | 塁 打 | 打 点 | 盗 塁 | 盗 塁 死 | 犠 打 | 犠 飛 | 四 球 | 敬 遠 | 死 球 | 三 振 | 併 殺 打 | 打 率 | 出 塁 率 | 長 打 率 | O P S |
| ---------- | ---------- | ----- | ----- | ----- | ----- | ----- | -------- | -------- | -------- | ----- | ----- | ----- | -------- | ----- | ----- | ----- | ----- | ----- | ----- | -------- | ----- | -------- | -------- | ----- |
| 2002       | TEX        | 22    | 70    | 62    | 6     | 15    | 4        | 1        | 1        | 24    | 6     | 0     | 1        | 0     | 0     | 8     | 1     | 0     | 15    | 0        | .242  | .387     | .329     | .716  |
| 2003       | CLE        | 91    | 324   | 291   | 35    | 74    | 19       | 3        | 14       | 141   | 40    | 2     | 1        | 0     | 1     | 22    | 2     | 10    | 81    | 7        | .254  | .327     | .485     | .812  |
| 2004       | CLE        | 140   | 573   | 482   | 96    | 150   | 41       | 3        | 28       | 281   | 109   | 3     | 2        | 0     | 6     | 68    | 7     | 17    | 111   | 11       | .311  | .410     | .583     | .993  |
| 2005       | CLE        | 137   | 578   | 486   | 94    | 148   | 42       | 0        | 33       | 289   | 108   | 0     | 0        | 0     | 4     | 79    | 7     | 9     | 123   | 9        | .305  | .408     | .595     | 1.003 |
| 2006       | CLE        | 129   | 563   | 454   | 100   | 140   | 31       | 1        | 42       | 299   | 117   | 0     | 0        | 0     | 2     | 100   | 16    | 7     | 111   | 10       | .308  | .439     | .659     | 1.098 |
| 2007       | CLE        | 152   | 659   | 545   | 80    | 145   | 25       | 2        | 24       | 246   | 100   | 1     | 1        | 0     | 5     | 102   | 17    | 7     | 115   | 15       | .266  | .385     | .451     | .836  |
| 2008       | CLE        | 57    | 233   | 198   | 21    | 39    | 10       | 0        | 5        | 64    | 24    | 1     | 1        | 0     | 3     | 27    | 6     | 5     | 55    | 4        | .197  | .305     | .323     | .628  |
| 2009       | CLE        | 94    | 383   | 338   | 46    | 92    | 19       | 0        | 16       | 159   | 49    | 0     | 0        | 0     | 1     | 41    | 6     | 3     | 67    | 7        | .272  | .355     | .470     | .826  |
| 2010       | CLE        | 118   | 462   | 396   | 46    | 110   | 29       | 0        | 13       | 178   | 50    | 2     | 1        | 0     | 3     | 51    | 10    | 12    | 94    | 2        | .278  | .374     | .449     | .824  |
| 2011       | CLE        | 94    | 368   | 325   | 41    | 91    | 16       | 0        | 13       | 146   | 57    | 0     | 0        | 0     | 1     | 36    | 5     | 6     | 78    | 7        | .280  | .361     | .449     | .811  |
| 2012       | CLE        | 66    | 263   | 219   | 23    | 50    | 6        | 2        | 12       | 96    | 34    | 0     | 0        | 0     | 3     | 32    | 2     | 9     | 47    | 9        | .228  | .346     | .438     | .784  |
| 2013       | NYY        | 82    | 299   | 262   | 31    | 53    | 8        | 1        | 12       | 99    | 37    | 2     | 0        | 0     | 0     | 32    | 2     | 5     | 79    | 5        | .202  | .301     | .378     | .679  |
| 通算：12年 | 通算：12年 | 1183  | 4782  | 4058  | 619   | 1107  | 250      | 13       | 213      | 2022  | 731   | 11    | 7        | 0     | 29    | 598   | 81    | 90    | 976   | 86       | .273  | .376     | .498     | .874  |

- 太字はリーグ1位。

通算213本塁打はノースダコタ州出身のメジャーリーガーの通算最多本塁打記録である。

### 背番号
- 6 （2002年）
- 32 （2003年）
- 48 （2004年 - 2012年）
- 33 （2013年）